# Kumbos
Els kumbos són els membres d'un clan ijaw que viuen al sud de l'estat del Delta i al nord de Bayelsa, al sud de Nigèria. Parlen el dialecte kumbo de la llengua izon. La ciutat de Sagbama és la seu de la capital de la tribu kumbo. Altres poblacions importants dels kumbos són: Agoloma, Apeleibiri i Angiama. Tot i que aquestes són properes entre elles, les diverses ciutats kumbos tenen un alt grau d'autonomia de l'autoritat central tribal.

## Història
Els kumbos, així com els kabos i els gbarans provenen de la ciutat d'Oporoza, situada a l'oest del delta del Níger. Els ancestres d'aquests tres clans eren part d'una gran família que va abandonar la ciutat d'Oporoza, situada a la costa dels esclaus a finals del segle xv. Segons la tradició, els fills del rei Pere Oporoza II, que va regnar entre el 1426 i el 1468 foren els que van iniciar la migració. en aquesta època, els portuguesos ja visitaven la costa del delta del Níger per a posar-se en contacte amb Benin City. Des de llavors, les poblacions costaneres van començar a fer raids per a capturar persones per a vendre-les als portuguesos com esclaus. Això va provocar que la regió va esdevenir insegura i que fes decidir als avantpassats dels kumbos d'emigrar. Aquests van emigrar seguint el curs del riu Forcados riu amunt fins que van arribar al territori dels Erowhes. Però, com que no se sentien segurs en el nou emplaçament, van tornar a descendir pel riu i es van assentar durant un temps a la zona entre la ciutat actual d'Amatebe i Kolowari.
Okita, fill d'Oporoza II va tenir tres fills principals: Kumbo, Kabo i Gbaran, a més de moltes filles. Aquests tres són els fundadors dels tres clans esmentats. Kumbo va decidir d'abandonar l'assentament del seu avi però no se'n van allunyar gaire. Ell i els seus cinc fills van marxar, mentre les seves filles hi van romandre. Els cinc fills de Kumbo eren Angi (ancestre dels angiames), Agolo (ancestre dels Agolomes), Apele (ancestre dels apelebiris, Agbedi (ancestre dels sagbames) i Tungba (ancestre dels Tungbabiris). Amb la mort de Kumbo, quan la seva descendència havia crescut molt, aquests van abandonar l'assentament de Kumbo per a fundar les ciutats d'Angiama, Agoloma, Apelebiri, Sagbama i Tungbabiri. Els que es van quedar a la ciutat de Kumbo van fundar l'aldea d'Amatebe. Posteriorment, una lluita amb els ofomos els va fer emigrar i van arribar a la zona okparabe, en la que es van casar amb grups parlants d'edo, que van donar a lloc a la secció Okparabe del clan Orhobo.
Els clans dels kabos, kumbos i gbarans es van formar a finals del segle xv.